# Hankumdo
Hankumdo é a arte da espada coreana cujas técnicas básicas são baseadas nas letras do alfabeto coreano, o hangul. O objetivo do hankumdo é ensinar as pessoas como se defenderem e, ao mesmo tempo, proporcionar-lhes exercícios para permanecerem saudáveis. É também voltado a dar meios aos praticantes de chegar a um entendimento mais profundo dos princípios das artes marciais. O uso da escrita alfabeto coreana para sistematizar as técnicas visa tornar este entendimento mais simples. 

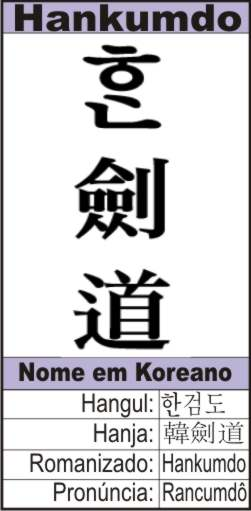

## Significado
O palavra hankumdo na verdade consiste em três palavras diferentes:  
- Han (한 / 韓) : a Coréia, cultura e mentalidade coreana.
- Kum (검 / 劍) : Espada
- Do  (도 / 道) : Caminho

Assim você pode dizer que hankumdo é: O caminho para o povo coreano aprender a controlar a espada.  
Claro que hankumdo não é só para os coreanos; estrangeiros do mundo inteiro podem  (e devem) praticar esta incrível arte marcial.

## Estilo
Muitas artes marciais coreanas foram influenciadas pesadamente pelos estilos japoneses no século XX. Myung Jae Nam quis criar uma verdadeira arte de espada coreana sem influências estrangeiras. Artes de espada japonesas desenvolveram na arte de duelo de homem-para-homem durante o calmo período de Edo e é caracterizado por muita atenção a detalhe debaixo da influência de zen - budismo. As artes coreanas tradicionais nunca sofreram esta mudança e eram puramente ensinado a soldados como um modo para lutar no campo de batalha. Isso  não significa que as técnicas de campo de batalha das artes japonesas não são ensinadas. Lutas no campo de batalha normalmente são caracterizadas por movimentos mais fluentes de ir e vir. No estilo duelo de luta é dada muita atenção ao princípio de um-golpe-uma-morte, já no estilo de campo de batalha a ênfase está em manter a espada em movimento e sempre estar pronto para o próximo ataque.  
Para dar ao hankumdo uma verdadeira propriedade de estilo coreano Kuksanim Myung Jae Nam usou o alfabeto coreano, saiba como o hangul, ensina os ataques básicos da arte.  

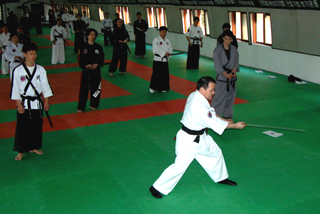
Mestre Ko Ju Sik em Instrução

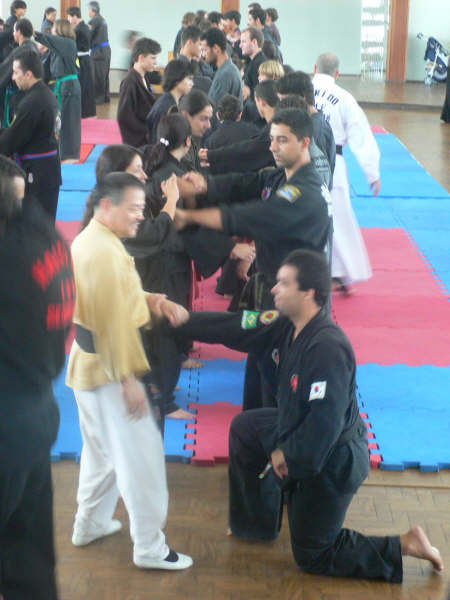
Mestre Ko Ju Sik em Seminário Internacional no Brasil, em Guaxupé-MG.

## Técnicas
A base para todas as técnicas de Hankumdo vem das letras do alfabeto coreano, Hangul. Este alfabeto é composto por 24 caracteres, 14 consoantes (자음) e 10 vogais (모음). Desde 1997, houve várias revisões das técnicas. Na versão mais antiga, as técnicas da espada refletiam a maneira pela qual alguém escreveria os personagens no papel, exigindo assim o domínio de apenas quatro técnicas..
- 1. Nerio Bae Gui (내려베기) - Ataque vertical
- 2. Bi't Kyeo Bae Gui (빗겨베기) - Ataque diagonal, abaixo.
- 3. Ch'i Ru Gui (찌르기) - Perfuração frontal
- 4. Mak Ki (막기) - Bloqueio alto

As técnicas têm o mesmo nome como os caráter seguidos pela palavra Bae Gui (베기) o qual significa ataque. Assim o nome para a primeira técnica é: Ki Yeok Bae Gui (기역베기), porque o nome para o primeiro caráter (ㄱ) no alfabeto coreano está Ki Yeok (기역).

## Desenvolvimento
Depois da morte Myung Jae Nam's em 1999, o desenvolvimento do hankumdo é realizado pela FundaçãoJaenam Musul Won.
Mudanças e várias e adições para o currículo do hankumdo, desde então, foram feitas por Ko Ju Sik (고주식), o diretor técnico da nova federação (singla em inglês, IHF).